# Ilona Chojnowska
Ilona Chojnowska (ur. 13 listopada 1982 w Częstochowie) – polska aktorka teatralna i telewizyjna.

## Życiorys
Jest absolwentką Akademii Teatralnej im. A. Zelwerowicza w Warszawie (2005). Od 1 czerwca 2005 gra na deskach warszawskiego Teatru Kwadrat.

## Filmografia

### Seriale
- 1997–2014: Klan – jako ciężarna kobieta
- 2002–2010: Samo życie – jako pielęgniarka
- 2004: Kryminalni – jako Iza (odc. 6)
- 2005: Plebania – jako Gość na ślubie Irki i Jurka (odc. 554, 555)
- 2005–2006: Pensjonat pod Różą – jako lekarka (odc. 63, 109)
- 2006: Będziesz moja – jako Irka
- 2006: Oficerowie – jako pielęgniarka (odc. 4, 5)
- 2008: Czas honoru (odc. 8)
- 2008: Teraz albo nigdy! – jako sekretarka w wydawnictwie (odc. 15)
- 2009: Na Wspólnej – jako Kasia
- 2009: Synowie – jako Tosia, siostrzenica Maksymiliana (odc. 22-25)
- 2009: Niania – jako tłumaczka Billa Clintona (odc. 122)
- 2012: Prawo Agaty – jako kolejna dziewczyna Pawła (odc. 3)
- 2014: Lekarze – jako pacjentka z ginekologii (odc. 41)